# Яук
Яук (араб. يعوق) — ім'я одного з божеств, яким поклонявся народ Нуха. Згадується в коранічній сурі Нух: «І вони замислили велику змову та сказали: „Не цурайтесь ваших богів: Вадда, Суви, Йагуса, Йаука і Насра“».
Повідомлення про те, що ідол Яука зображував коня, ймовірно, не достовірні. Деякі коментатори Корану вважали Яука, так само як Ягуса, обожненими древнім героєм або благочестивою людиною . Після його смерті Шайтан запропонував одноплемінникам виготовити його зображення. Згодом статуя стала об'єктом поклоніння. Ймовірно, ця легенда барвисто змальовує дійсний процес перетворення культу предків в давньоаравійський пантеон божеств .
Ймовірно, як і Ягус, був божеством, що «розподіляє дощ». Був об'єктом поклоніння єменського племінного союзу Хамдан і деяких інших єменських племен. Ідол знаходився в селищі Хайван .